# Sissela av Borrby

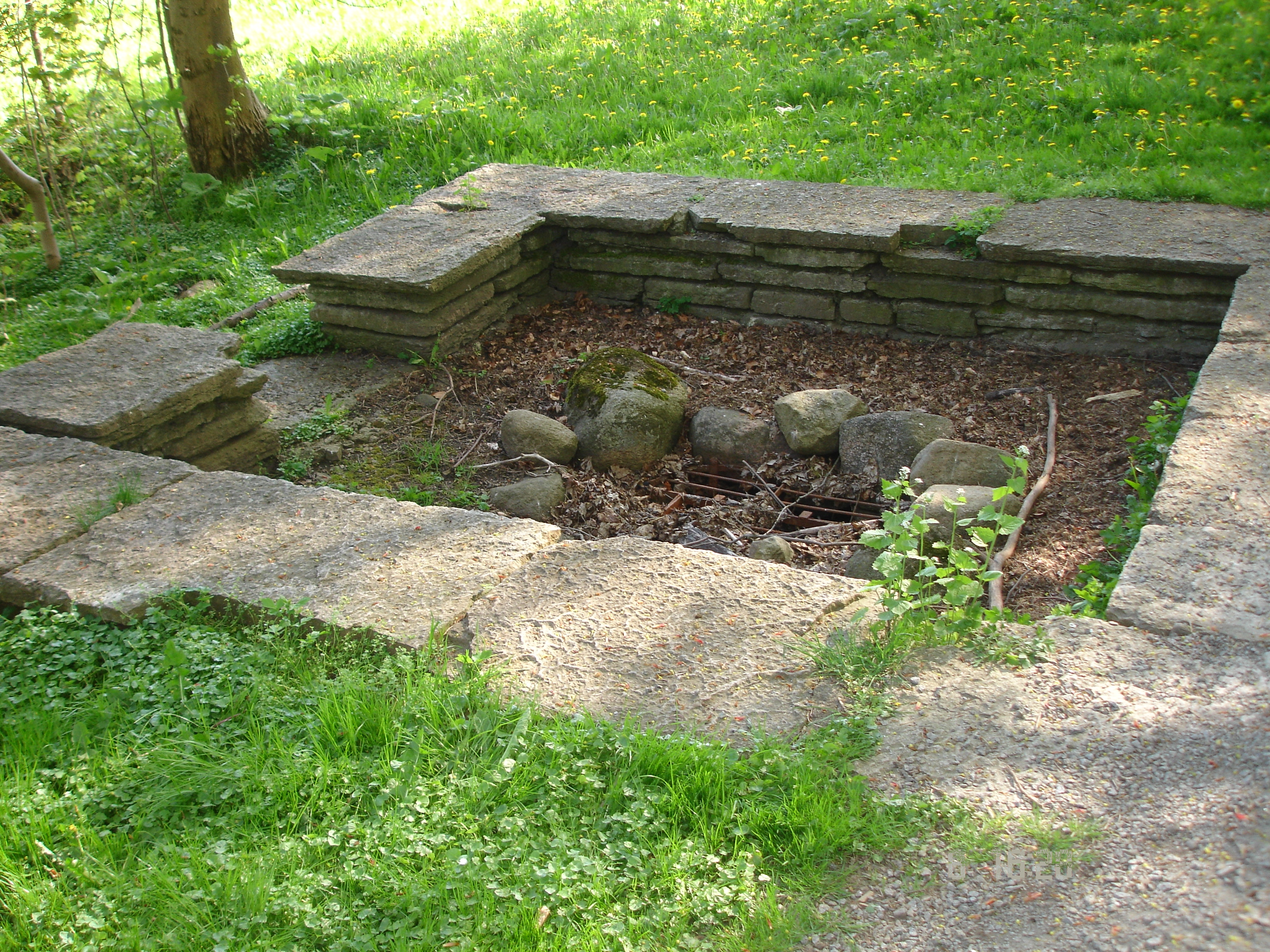
Sisselas källa i Borrby

Sankta Sissela av Borrby är ett av Skånes tre kvinnliga helgon. De andra är Sankta Magnhild av Fulltofta och Sankta Tora av Torekov. Det finns inga belägg för att Sissela av Borrby är en historisk person och hon har ingen känd helgondag.
Det finns två berättelser om legenden om Sissela som nedtecknades på 1800-talet och som utspelar sig runt en kämpe vid namn Borre och en offerkälla som benämns Sankta Sisselas eller Sankta Cecilias källa, belägen i Borrby i sydöstra Skåne. Båda berättelserna hävdar att namnet Borrby är hämtat från kämpen.
Enligt den ena berättelsen, som nedtecknades av kyrkoherden T P Brorström 1833, rövades jungfrun Sissa bort av den onde kämpen Borre, en sagofigur utan historiska belägg. Han mördade henne vid källan som sedan fick hennes namn och ödelade hennes bröders borg. Senare hämnades bröderna Sissela och vid platsen för hans borg byggdes kyrkan i Borrby. Enligt kyrkoherden låg brödernas borg vid prästgården i Borrby vid en utpekad del av en ruin.
Den andra berättelsen skrevs ned av rektorn Nils G. Bruzelius i Ystad år 1869. Enligt dennas är ruinresterna vid prästgården ett kloster vid vilket Sissela bodde. Borre var en hövding som friade till henne men hon dödades av klosterinvånarna för att stoppa bröllopet. Vid den platsen sprang senare källan fram. Borre anföll och rev klostret men jagades ändå upp i kyrktornet och mördades av klostrets invånare.